# Щасливська сільська рада (Оріхівський район)
| Щасливська сільська рада — колишній орган місцевого самоврядування у Оріхівському районі Запорізької області з адміністративним центром у с. Щасливе. Історична дата утворення: 11 лютого 1965 року. Сільській раді підпорядковані населені пункти: - с. Щасливе - с-ще Калинівка - с. Новомихайлівка - с. Трудолюбівка |

## Склад ради
Рада складається з 12 депутатів та голови.

### Керівний склад ради
| ПІБ                         | Основні відомості                                                                       | Дата обрання | Дата звільнення |
| --------------------------- | --------------------------------------------------------------------------------------- | ------------ | --------------- |
| Михалок Світлана Вікторівна | Сільський голова, 1968 року народження, освіта, член народної партії                    | 26.03.2006   | 31.10.2010      |
| Михалок Світлана Вікторівна | Сільський голова, 1968 року народження, освіта середня спеціальна, член Партії регіонів | 31.10.2010   |                 |

Примітка: таблиця складена за даними джерела